# 播電鉄道
播電鉄道（ばんでんてつどう）は、かつて兵庫県揖保郡網干町（現、姫路市）の網干港駅から山陽本線網干駅を経て、播電龍野駅（現、たつの市中心部）を通り揖保郡新宮町（現、たつの市）の新宮町駅までの17.1kmを結ぶ軌道線、のちに鉄道路線（路面電車）を経営していた事業者である。

## 概要
元々、鉄道の無い新宮町と山陽本線や港湾を連絡するために敷設された。網干港・網干駅前 - 觜崎（後の播電觜崎）間は龍野電気鉄道により、觜崎 - 新宮町間は新宮軽便鉄道により開業した。当初経営は好調であったが、大正時代に龍野電気鉄道と新宮軽便鉄道が合併して発足した播州水力電気鉄道の経営者が行っていた他の事業の失敗で、債務が播州水力電気鉄道に負担させられた。そのため競売により一時広島の藝備銀行（広島銀行の前身）の谷口節（たにぐち せつ）の個人所有になったが、新会社の播電鉄道が設立され事業を引き継いだ。
その後も新宮町・龍野町の重要交通機関としての地位を持っていたが、1932年（昭和7年）に姫津線（現、姫新線）が姫路駅から播磨新宮駅まで路線を延ばすと、同線がこの付近の中心都市である姫路市に直結していたことから乗客はそちらへ流れ、費用削減努力により一時的に立ち直っていた経営は極端に悪化し、結局1934年（昭和9年）に政府補償を受けて廃線となった。
本稿では、主に同社が運行していた路線について記述する。

## 路線データ
廃線時
- 路線距離：網干港 - 糸井 - 新宮間、糸井 - 網干駅前間 計17.1km
- 軌間：1435mm（標準軌）
- 複線区間：なし（全線単線）
- 電化区間：全線（直流600V）

## 運行形態
1933年7月1日改正時
- 所要時間：網干港 - 新宮町間1時間3-13分
- 運行本数：全線32往復（日中毎時2本）

## 歴史
龍野付近に初めて鉄道を延ばしてきたのは、現在のJR山陽本線にあたる山陽鉄道で、1889年（明治22年）11月11日のことであった。この時点では竜野駅は仮駅であったが、翌1890年（明治23年）7月10日に有年まで開通して正式な竜野駅が設置された。しかしこの駅は神部村（後に揖保川町を経てたつの市の一部となる）域にあり、龍野町の中心部からは遠く離れていた。
これに対して、龍野の名産である醤油や素麺などの物資輸送を目的に山陽本線と連絡する鉄道敷設の計画が持ち上がった。地元の醤油業者らが中心になって計画した「龍野鉄道」は、竜野駅から揖保川沿いに龍野町に至る計画で、1906年（明治39年）2月26日に鉄道敷設免許を申請したが却下された。翌年にも申請したがやはり却下され、この計画は実現しなかった。計画では、1,067mm軌間の蒸気鉄道で、距離は6.4kmであった。
これに対して地元有力者の堀豊彦を中心とするグループが、「龍野電気鉄道」の計画を進めていた。こちらは1905年（明治38年）3月に軌道特許申請を行い1906年（明治39年）8月28日に特許を得て、9月に着工した。
1909年（明治42年）1月1日に、まず網干駅前 - 龍野町間5.7kmが完成した。開通式は鵤103番地にあった本社前で1月5日に行われている。さらに龍野町 - 觜崎間が2月20日に、網干港 - 糸井間が3月20日に開通し、当初計画の14.3kmが完成した。たつの市龍野町日飼の国重要文化財「堀家住宅」に保管されていた路線図では、開業当初より鵤から姫路駅前まで東伸させる計画があったことがうかがえるが、これは実現しなかった。
当初は事業は好調で、1911年（明治44年）の営業実績では年間乗客数48万人を記録している。その後、素麺・醤油産業の隆興や斑鳩寺の参詣客等によって繁忙期の輸送力が不足していたことから連結運転を企図していたが、軌道事業では原則としてこれが禁止されていた。加えて、すでに免許を得ていた山崎軽便鉄道や姫路鉄道らとの円滑な連絡といった理由から1912年（明治45年）6月5日付で軽便鉄道法準拠路線への変更を申請し、1913年（大正2年）5月28日に許可されている。引き続き事業は好調で、1919年（大正8年）の輸送実績は、年間乗客数94万9234人、手荷物200トン、貨物3万750トンと盛況であった。この頃会社定款を変更して、宍粟郡山崎町（現宍粟市）への延長を打ち出したが、この計画は結局実現しなかった。
一方、龍野電気鉄道を建設したのと同じ堀豊彦を中心とするグループは、別の「新宮軽便鉄道」が敷設免許申請を提出し、1913年（大正2年）7月16日に免許された。この計画は龍野電気鉄道に接続してその先新宮まで延伸するもので、距離は3.6km、車両は龍野電気鉄道から借り受け、使用する電力も同社から供給を受けるというものであった。同年12月25日に会社の設立総会が開かれ、翌1914年（大正3年）11月に着工、1915年（大正4年）7月21日に開業した。
兵庫県の鉄道王とよばれた伊藤英一が龍野電気鉄道と新宮軽便鉄道の株を買収し経営権を掌握すると1920年（大正9年）4月16日に新宮軽便鉄道は株主総会を開いて、播州水力電気鉄道株式会社に社名変更した。また本社を新宮から鵤に移した。そして4月20日に龍野電気鉄道の事業を133万2700円で買収して合併した。定款には山崎までの延伸が依然として残っていた上に、その後の改定で赤穂郡相生町（現相生市）の相生港から揖保郡越部村（後に新宮町を経てたつの市の一部となる）までと、新宮から先佐用郡三日月村（後に三日月町を経て佐用町の一部となる）までの延長も書き加えられた。
しかし、伊藤が行っていた他の事業の失敗で、債務が播州水力電気に負担させられ、借入金を返済できなくなり会社は競売に掛けられることになった。広島の藝備銀行の谷口節が60万1100円で落札し、同時に鉄道事業承継許可申請を出して認められ、1924年（大正13年）9月18日に新会社を設立する原田覚一に事業免許が譲渡され、1925年（大正14年）6月5日に播電鉄道が発足した。旧播州水力電気鉄道は、1925年1月22日に解散となり、この間一時的に個人所有路線となっていた。
播電鉄道は本社を当初広島市に置いていたが、後に鵤に戻された。1927年（昭和2年）には新路線の敷設を目指して網干から大津村-広村-英賀保村-津田村を経て宇治川電気（現在の山陽電気鉄道）飾磨停車場と連絡する路線の申請をするも「交通状態ニ於テ其ノ必要ヲ認メ」ずとして却下された。営業は1928年（昭和3年）時点で年間旅客107万人、貨物3万4000トンと好調であった。しかし1930年代に入ると恐慌の影響を受けて営業成績が低迷し、さらに1932年（昭和7年）に国鉄姫津線（現、姫新線）が姫路駅から播磨新宮駅まで路線を延ばすと、これが致命的な打撃を与えることになった。もともと標準軌で敷設したために網干駅で貨物の積み替えが必要で、これに不便を感じた龍野町民が誘致したもので、旅客もより高速で運賃の安い国鉄に流れて、播電鉄道の経営に打撃を与えることになった。
これにより1933年（昭和8年）11月22日の臨時株主総会で路線の廃止と政府への補償申請を決定し、補償を受けて1934年（昭和9年）12月15日に廃止となった。
1929年（昭和4年）には事業が好調だったこともあって、新たな事業展開としてバス事業を開始しており、廃線後には播電自動車としてバス・トラック事業を行っている。1943年（昭和18年）5月1日、戦時中の交通調整を受けて、バス事業は神姫合同自動車（現在の神姫バス）に他2社とともに買収された。トラック部門は龍野運送として分離独立して現存している。これにより、播電鉄道は会社解散され、38年の歴史に幕を下ろしている。

### 年表
- 1905年（明治38年）3月 軌道特許出願
- 1906年（明治39年）
  - 8月28日 軌道特許
  - 9月 着工
- 1909年（明治42年）
  - 1月1日 龍野電気鉄道 網干駅前 - 龍野町（後、播電龍野）間が開業。
  - 1月5日 本社前で開通式典
  - 2月20日 龍野町 - 觜崎（後、播電觜崎）間が開業
  - 3月20日 網干港 - 糸井間が開業
- 1912年（明治45年）
  - 6月5日 軽便鉄道法準拠路線への変更申請
- 1913年（大正2年）
  - 3月13日 宮脇 - 日飼間の堂本短絡線（貨物）認可
  - 5月28日 軽便鉄道法準拠の鉄道路線へ変更許可[14]
  - 8月11日 糸井分岐点を設置し網干駅支線の起点を糸井駅から変更
  - 7月16日 新宮軽便鉄道 觜崎 - 新宮町間免許[15]
  - 12月25日 新宮軽便鉄道会社設立総会
- 1914年（大正3年）11月 新宮軽便鉄道着工
- 1915年（大正4年）7月21日 新宮軽便鉄道 觜崎 - 新宮町間が開業[16]
- 1918年（大正7年）4月22日 新宮軽便鉄道に対し鉄道免許状下付（揖保郡新宮村-宍粟郡山崎町）[17]
- 1919年（大正8年）
  - 8月29日 鉄道免許失効（揖保郡新宮村-宍粟郡山崎町 指定ノ期限内ニ工事施工認可申請ヲ為ササルタメ）[18]
  - 9月29日 新宮軽便鉄道に対し鉄道免許状下付（揖保郡新宮村-宍粟郡山崎町）[19]
  - 11月16日 堂本短絡線を休止
- 1920年（大正9年）
  - 2月1日 富永分岐点を播電龍野駅に併合。堂本短絡線を廃止[20]
  - 4月16日 新宮軽便鉄道が社名変更し、播州水力電気鉄道となる。本社を斑鳩へ移転
  - 4月20日 龍野電気鉄道を播州水力電気鉄道が買収[21]
- 1924年（大正13年）9月8日 谷口節の個人所有路線となる[22]
- 1925年（大正14年）
  - 6月11日 新設会社の播電鉄道に譲渡[22][23]
  - 11月21日 播磨電気鉄道に鉄道免許譲渡（1919年9月29日免許、新宮村-山崎町間）[24]
- 1929年（昭和4年） バス事業を開始
- 1934年（昭和9年）12月15日 政府補償を受けて廃線
- 1935年（昭和10年）12月26日 鉄道免許取消（1919年9月29日免許新宮-山崎間 指定ノ期限マテニ工事竣工セサルタメ）[25]
- 1943年（昭和18年）5月1日 神姫合同自動車に買収され、会社解散

## 駅一覧
廃線時
本線
網干港 - 余子浜町 - 津ノ宮 - 坂出村 - 和久 - 糸井 - 立岡 - 鵤（いかるが） - 太子 - 福田 - 広山 - 宮脇 - 播電龍野 - 日飼 - 島田村 - 小那田 - 播電觜崎 - 越部北村 - 越部 - 井野原 - 新宮町
支線
糸井 - 網干駅前
- 上下線電車はいずれも、網干駅前に立ち寄る形で運行していた。
- 播電龍野駅は、建設の経緯からスイッチバック構造であった。
- 播電龍野 - 新宮町間は、ほぼ姫新線の本竜野駅 - 播磨新宮駅間に並行するルートで進んでいた。

## 接続路線
- 網干駅前：山陽本線（網干駅）

## 車両
当鉄道の開業から廃止までの期間に在籍した車両は以下の通り。醤油や素麺の輸送を主目的の一つとしていたことから、貨物の濡損を避けて有蓋電動貨車の比率が高いのが特徴である。
甲種客車 1-7→デハ1形1・デハ2形2・3・デハ1形4-7
開業時に尼崎の関西木工合資会社で製造されたブリル21E台車を装着する木造2軸単車。当初はオープンデッキ車とベスティビュールつき車が混在していたが、これらは開業の翌年までに全てベスティビュールつきとされた。後に車体を組み替えて簡易鋼体化する工事が進められたが、2・3は未成のまま外板に鋼板を打ちつけるのみに終わった。デッカー製電装品を搭載。
乙種客車 8-10→デハ8形8-10
大阪市電気局が市電の開業時に用意した1・2・4を1909年に譲受した木造2軸単車。日本では珍しいP・ヘルブラント社製台車を装着し、大阪市ではこの台車がボルト組み立てで頻繁に弛緩が発生したことから嫌われ、早期整理の対象となった。なお、譲受時に大阪の能見製作所で木造車体を新造している。電装品はAEG製であった。
丙種客車 11→デハ1形11
1912年に名古屋電車製作所で製造された木造2軸単車。電装品や台車は甲種客車に準じる。オープンデッキの一般的な車体であったが、竣工時には皇族の乗用に供せられるために布製カーテンを備え絨毯敷きの床とし、さらに円卓をしつらえるなど特別な内装を与えられており、貴賓車扱いとされていた。その後甲種客車と同様の改造を実施され、デハ1形に編入。
甲種有蓋貨車 1-5→デワ1形1・2・4・5
開業時に尼崎の関西木工合資会社で製造された電動貨車。機器類は甲種客車に準じ、オープンデッキ構造で積載貨物重量は5t。3は1921年に先行廃車。
乙種有蓋貨車 6・7→ワ6形6・7
1909年に大阪の能見製作所で製造された4t積み有蓋電動貨車。台車・電装品は乙種客車と同様、大阪市電気局からの譲渡品を使用している。種車は大阪市3・5-7のいずれか2両と考えられている。その後、1925年に電装解除して付随車化された。
無蓋貨車 1・2→ト1形2
開業時に尼崎の関西木工合資会社で製造された5t積無蓋貨車。ただし、台車としてブリル21Eを装着しており、単純な無蓋貨車ではない。1は1920年に除籍。
無蓋貨車 3-10
1916年に丹羽電気工務所で製造された6t積無蓋貨車。1927年廃車。
無蓋貨車 20-29→ト20-29
1919年に大阪の伊藤鉄工所で製造された7t積無蓋貨車。